# Brisbane International 2017
Das Brisbane International 2017 war der Name eines Tennisturniers der WTA Tour 2017 für Damen sowie eines Tennisturniers der ATP World Tour 2017 für Herren, welche zeitgleich vom 1. bis 8. Januar 2017 in Brisbane stattfanden.

## Herrenturnier
→ Qualifikation: Brisbane International 2017/Herren/Qualifikation

## Damenturnier
→ Qualifikation: Brisbane International 2017/Damen/Qualifikation